# Campeonato Mundial de Gimnasia Rítmica de 1979
El IX Campeonato Mundial de Gimnasia Rítmica se celebró en Londres (Reino Unido) entre el 5 y el 8 de julio de 1979 bajo la organización de la Federación Internacional de Gimnasia (FIG) y la Asociación Británica de Gimnasia.

## Resultados
| Evento                   | Oro                                                                                               | Plata                                                               | Bronce                                                                 |
| ------------------------ | ------------------------------------------------------------------------------------------------- | ------------------------------------------------------------------- | ---------------------------------------------------------------------- |
| Concurso completo ind.   | Irina Derzhugina Unión Soviética 38,500 pts.                                                      | Elena Tomas Unión Soviética 38,450 pts.                             | Irina Gabashvili Unión Soviética 38,250 pts.                           |
| Cuerda                   | Kristina Giurova Bulgaria 19,650                                                                  | Elena Tomas Unión Soviética 19,550                                  | Iveta Havlíčková Checoslovaquia / Zuzana Záveská Checoslovaquia 19,450 |
| Pelota                   | Irina Gabashvili Unión Soviética 19,450                                                           | Iliana Raeva Bulgaria 19,350                                        | Irina Derzhugina Unión Soviética 19,200                                |
| Mazas                    | Daniela Bošanská Checoslovaquia / Irina Derzhugina Unión Soviética / Iliana Raeva Bulgaria 19,300 |                                                                     |                                                                        |
| Cinta                    | Elena Tomas Unión Soviética 19,350                                                                | Irina Derzhugina Unión Soviética / Kristina Giurova Bulgaria 19,300 |                                                                        |
| Grupos concurso completo | Unión Soviética 38,550                                                                            | Checoslovaquia 38,400                                               | Bulgaria 38,150                                                        |

## Medallero
| Núm. | País            | Oro | Plata | Bronce | Total |
| ---- | --------------- | --- | ----- | ------ | ----- |
| 1    | Unión Soviética | 5   | 3     | 2      | 10    |
| 2    | Bulgaria        | 2   | 2     | 1      | 5     |
| 3    | Checoslovaquia  | 1   | 1     | 2      | 4     |

- Datos: Q929281